# Frederikshavn forenede Idrætsklubber
Frederikshavn forenede Idrætsklubber (forkortet FfI) er en idrætsklub i den nordjyske havneby Frederikshavn. FfI har idrætsgrene som fodbold, håndbold, svømning, gymnastik og brydning på programmet.

## Historie
Klubben blev stiftet 24. juni 1931, som en sammenlægning af Frederikshavn Idrætsforening af 1900, Frederikshavn Boldklub, Frederikshavn (Old Boys) Cricket Klub, og Frederikshavn Svømme- og Gymnastikforening. Stiftelsen foregik på Hotel Cimbria.

## Fodboldafdelingen
Fodboldafdelingen spiller i 2019 i Jyllandserien pulje 1, hvor de er tilbage efter et par år i de lavere serier.
De spillede i 2009 i Jyllandsseriens 2. pulje for første gang i mange år, hvilket blandt andet betød, at de stod overfor lokalrivalerne Skagen IK i en turneringskamp, hvilket ikke tidligere var hændt.[kilde mangler] Dette var også den dårligste placering i årevis for klubbens førstehold, der normalt spillede i enten kvalifikationsrækken, Danmarksserien eller 2. Division. De var nede at runde serie 2, i midten af 2010'erne.[kilde mangler]
I årene 1960-62 og 1977-78 spillede klubben i Danmarks bedste række, dengang 1. division, bl.a. ved hjælp af en af landets bedste fodboldspillere nogensinde, den navnkundige Harald Nielsen, også kaldet 'Guld-Harald'.
Holdets hjemmekampe spilles på Frederikshavn Stadion, der har plads til 15.000 tilskuere. På hjemmebane spiller man i rød/sort-stribet trøje, sorte bukser og sorte strømper og på udebane hvid trøje, sorte bukser og sorte strømper.
I 2004 var der planer om at overflytte den konkursramte fodboldklub FC Nordjylland til Frederikshavn, da moderklubben Aalborg Chang ikke ønskede at påtage sig opgaven med at drive en 1. divisionsklub. Derfor så man på andre byer, heriblandt Frederikshavn, fordi byen og klubben mente de havde de fornødne midler til at drive en professionel fodboldklub. Det var faktisk så tæt på, at DBU "bare" skulle sige ja til dette, hvilket på forhånd blev set som en mindre formalitet der bare skulle overstås. Desværre for frederikshavnerne valgte DBU ikke at godkende ansøgningen om licensflytningen, hvilket betød, at der kom til at mangle et hold i 1. division. Denne plads blev dog senere givet til bedste nedrykker, Brønshøj, som dog rykkede ned fra rækken for andet år i træk. Frederikshavnerne forblev derfor i Danmarksserien.

## Håndboldafdelingen
FFIs håndboldafdeling består både af kvinder og mænd. Klubbens førstehold på kvindesiden er omdannet til et selvstændigt selskab, som tidligere hed Frederikshavn FOX Team Nord. Holdet spillede i 1. division, indtil klubbens konkurs tvangsnedrykkede holdet til 3. division. Siden har klubben indgået i et samarbejdet omkring Vendsyssel Håndbold (VH) i 2011. I 2011-12 sæsonen blev VH nummer 2 i rækken, og spillede derfor oprykningskampe mod Tarm Foersum om en plads i 1. division. Holdet tabte dog begge kampe, hvilket betød at VH skulle have forsat i 2. division i sæson 2012/2013. Men i sommeren 2012 trak IF Stjernen sig fra 1. division, hvilket betød at VH blev tilbudt pladsen i 1. division. Vendsyssel Håndbold spiller i pr 2019-20 sæsonen i stadig i 1. division.

Førsteholdet på herresiden spiller i 2. division.

## Ekstern kilde/henvisning
- FFI Fodbold – officiel site Arkiveret 20. oktober 2020 hos  Wayback Machine
- FFI Håndbold – officiel site Arkiveret 15. april 2009 hos  Wayback Machine
- – Avisartikel
- https://veha.dk/om-klubben/klubhistorie/ Arkiveret 21. oktober 2020 hos  Wayback Machine